# Tarik Benhabiles
Tarik Benhabiles (* 5. Februar 1965 in Algier, Algerien) ist ein ehemaliger französischer Tennisspieler.

## Karriere
Benhabiles wurde im Jahr 1981 Tennisprofi, nachdem er den Juniorenwettbewerb der French Open gewonnen hatte. Einen Titel bei einem ATP-Turnier konnte er nicht gewonnen, zweimal stand er in einem Finale: 1984 verlor er in Treviso gegen Vitas Gerulaitis und 1990 in Genua gegen Ronald Agénor. Seine beste Position in der ATP-Weltrangliste erreichte er am 8. Juni 1987 mit Platz 22.
Benhabiles bestritt eine Partie für die französische Davis-Cup-Mannschaft, 1987 im Doppel gegen Südkorea. 1992 erklärte er im Alter von 27 Jahren seinen Rücktritt vom Profitennis.
Danach begann Benhabiles eine Trainerkarriere. Zunächst trainierte er Nicolas Escudé, nach seinem Umzug in die USA  1997 dann Andy Roddick. Letzteren brachte er bis Juni 2003 unter die Top Ten. Nach der Trennung von Roddick arbeitete Benhabiles bis Januar 2004 mit Richard Gasquet, 2006 mit Tatiana Golovin und Benjamin Becker.